# Бзиава, Константин Павлович
Константин Павлович Бзиава (1905—1972) — сотрудник ОГПУ-НКВД-МВД-МГБ, 1-й заместитель министра внутренних дел Грузинской ССР, генерал-майор (1945).

## Биография
Родился в семье крестьянина. По национальности грузин. В ВКП(б) с августа 1928 (исключен 18.07.1961 ЦК КП Грузии за «грубые нарушения соц. законности»). Образование: высшее начальное училище, Кодори 1921; Закавказский коммунистический университет, Тифлис 10.1924 — 09.1926.
- ответственный секретарь Темского волревкома, Кодори Абашского р — на ГССР 02.1921 — 10.1922;
- ответственный секретарь Союза трансп. рабочих, Поти 10.1922 — 07.1923;
- ответственный секретарь райкома комсомола, с. Меджврисхеви Горийского уезда ГССР 07.1923 — 02.1924;
- ответственный секретарь райкома комсомола, г. Мухета Душетского района ГССР 02.1924 — 10.1924;
- пред. вол. исполкома, с. Чопорти Душетского района 09.1926 — 07.1927[5].
- В органах ОГПУ-НКВД-МВД-МГБ: делопроизводитель, пом. уполн. ин — формпункта ГПУ Грузии, г. Душети 07.1927 — 03.1929;
- пом. уполн. ОО ГПУ Грузии, Тифлис 03.1929 — 09.1929;
- райуполн. аппарата ГПУ Грузии, Боржоми 09.1929 — 09.1930;
- ст. оперуполн. Сигнахского районного отделения ГПУ 09.1930 — 05.1931;
- ст. оперуполн. Сенахского районного отделения ГПУ 05.1931 —08.1931;
- начальник районного отделения ГПУ, мест. Хаби 08.1931 — 08.1932; начальник Потийского горотд. ГПУ 08.1932 — 04.1934;
- начальник Горийского районного отделения ГПУ — НКВД 04.1934 — 07.1935;
- начальник Цхакаевского районного отделения ГПУ 07.1935 — 02.1938;
- и. о. начальника 11 отд., позже начальник 11 отд. УГБ НКВД ГССР 02.1938 — 04.1939;
- заместитель наркома внутр. дел Адж. АССР 04.1939 — 26.03.1941;
- нарком внутр. дел Адж. АССР 26.03.1941 —08.1941;
- заместитель наркома внутр. дел Абх. АССР 08.1941 — 02.1943;
- заместитель начальник СПО НКВД ГССР 02.1943 — 05.1943;
- нарком внутр. дел Каб.-Балк. АССР — Кабардинской АССР 07.05.1943 — 08.02.1946;
- 1 заместитель министра внутр. дел ГССР 08.02.1946 — 19.11.1951;
- начальник УКР МГБ Закавказсого ВО 24.10.1951 — 18.05.1952;
- арестован 18.05.1952, находился под следствием по т. н. Мингрельскому делу;
- пост, следств. части по ОВД МВД СССР 08.04.1953 дело прекращено, из-под стражи освобождён 10.04.1953 и реабилитирован;
- уволен из МВД 25.06.1953 по болезни[5].

Пенсионер с 05.1953, Тбилиси (упом. 14.08.1962).

## Звания
- лейтенант государственной безопасности (13.01.1936);
- старший лейтенант государственной безопасности (17.08.1937);
- капитан государственной безопасности (23.05.1938);
- майор государственной безопасности (05.05.1942);
- полковник государственной безопасности (14.02.1943);
- комиссар государственной безопасности (14.03.1944);
- генерал-майор (09.07.1945).[6]

## Награды
- три ордена Красного Знамени (24.04.1943[7], 20.09.1943[8], 06.08.1949[9]);
- два ордена Отечественной войны 1 степени 08.03.1944[10], 24.08.1949[11]);
- четыре ордена Красной Звезды 22.07.1937, 01.04.1943, 03.11.1944[9], 16.05.1945[12]);
- медали;
- знак «Заслуженный работник НКВД» (19.12.1942).